# Aeroportul Chipinge
Aeroportul Chipinge (IATA: CHJ, ICAO: FVCH) este un aeroport din Zimbabwe ce deservește zona Chipinge.
Situat la o altitudine de 1.128 m, aeroportul dispune de o singură pistă.